# Radošovice (Boemia centrale)
Radošovice è un comune della Repubblica Ceca facente parte del distretto di Benešov, in Boemia Centrale.